# Біляна (судно)

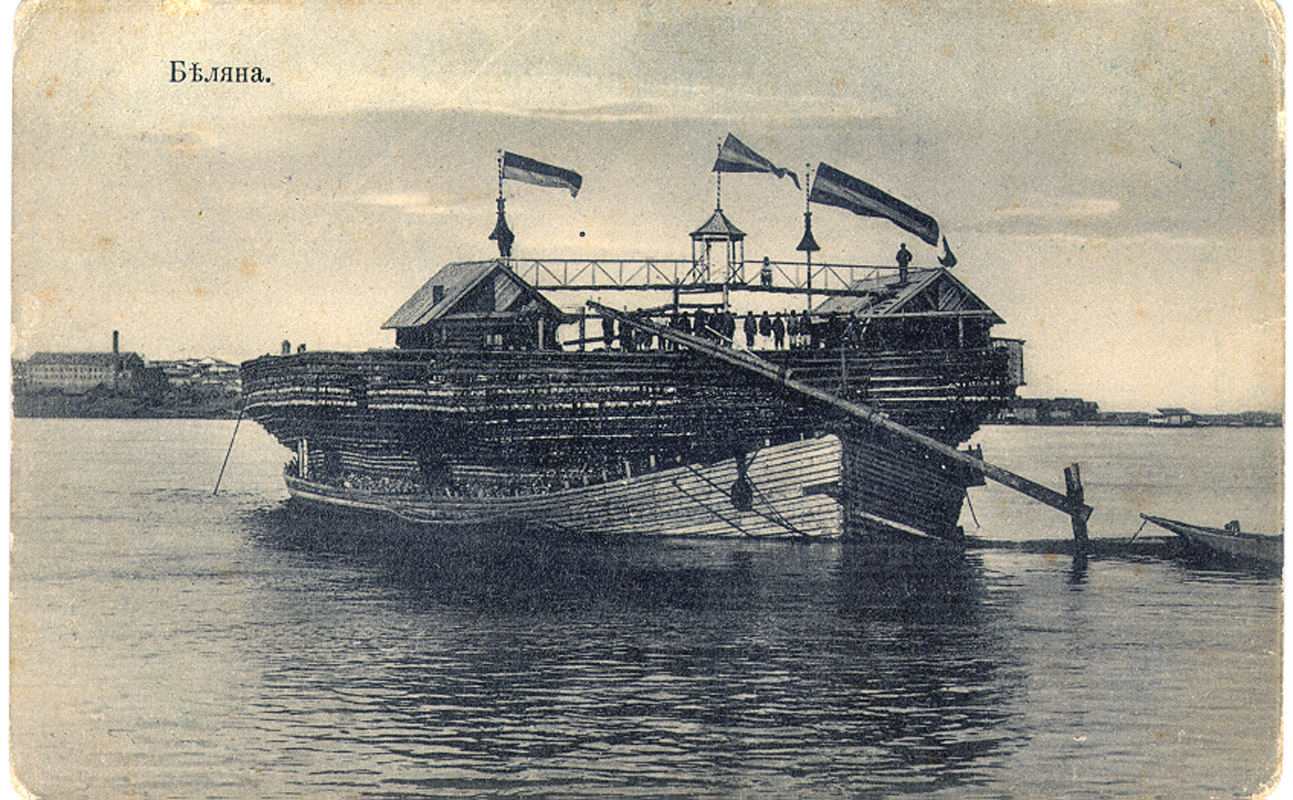
Біляна. Початок XX ст.

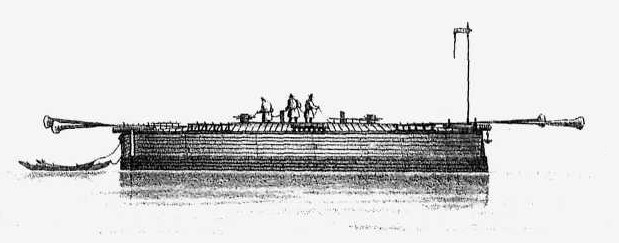
Зображення біляни з книги креслеників і малюнків, складених П. А. Богославським до книги про купецьке суднобудування в Росії

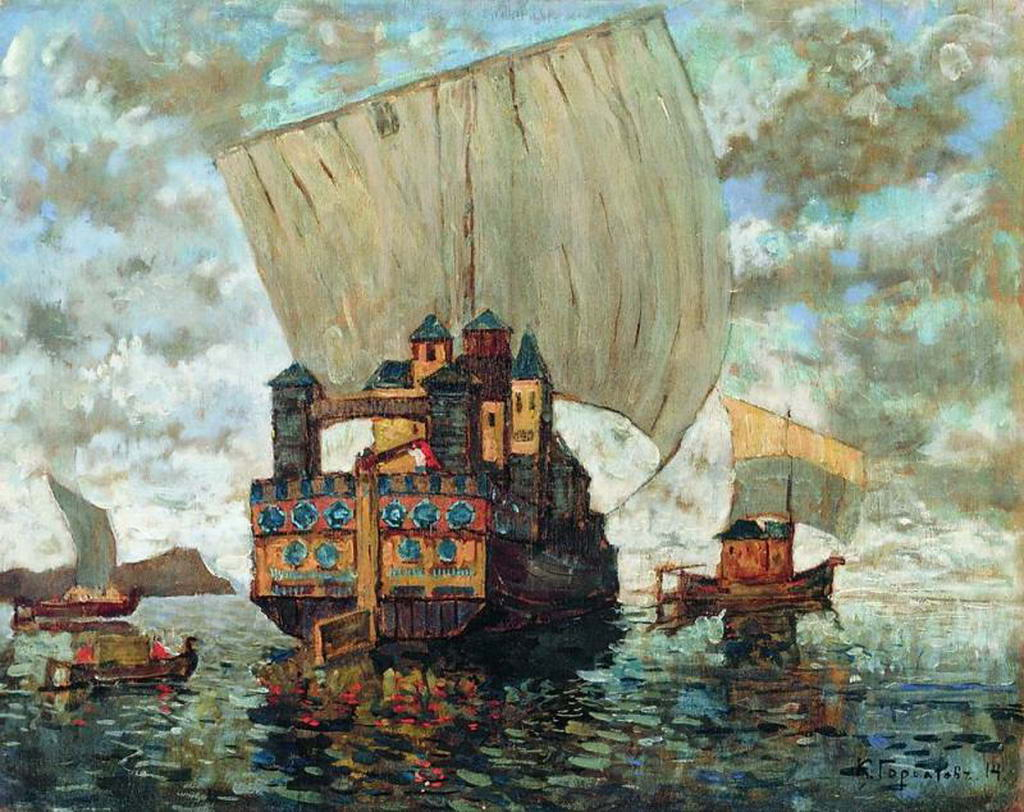
Горбатов К. І. Біляни (1914)

Біляна (рос. беляна) — несамохідне дерев'яне річкове судно баркової будови (класу «В»), що використовувалося на річках Волзі, Камі, Білій і Дону в XIX — на початку XX століття.

## Опис
Біляни були найбільшими з річкових суден Російської імперії. Будували їх без застосування залізних цвяхів, конопатили ликом і не смолили, залишаючи деревину білою. Дно було плоским, борти розширялися догори завдяки розносам до 2,5 м (4 аршинів) завдовжки. Волзькі біляни були найбільшими: довжиною по днищу від 42 до 90 м (19-42 сажнів), при ширині 10-23 м (5-11 сажнів) і осадці без вантажу 14-178 см (0,8—10,0 чвертей) і з вантажем 142—515 см (8-29 чвертей), вантажністю 160 до 5 600 тонн (10000-350000 пудів). Донські біляни — довжиною 20-70 м (9-33 сажнів) і шириною 4-19 м (2-9 сажнів), при осадці без вантажу 14-54 см (0,8—3 чверті) і з вантажем 80-284 см (4½—16 чвертей), вантажністю 20-2 560 тонн (1200—160000 пудів). Чисельність команди однієї волзької біляни становила від 4 до 45 осіб, однієї донської — від 3 до 33 осіб. Термін служби волзьких білян становив менше 8 років, донських — до 6 років. Біляни менших розмірів називалися півбілянами.
У носовій частині біляни встановлювалися 12 ухватів — вертикальних осикових або березових колод до 10 м завдовжки, комлями догори. Фіксація здійснювалася укладеним впритул до них вантажем, а верхні кінці, що виступали на 1-1,2 м, служили місцем кріплення канатів якорів або лота. На білянах застосовувалися прядив'яні і мачульні канати, причому на одну волзьку біляну перших йшло 420 пудів, а других — до 750 пудів.
Керування біляною здійснювалося за допомогою двох пристроїв — закріпленого кормі стерна і так званого лота — тягаря вагою 4-5,3 тонни (250—330 пудів), що волочився по дну річки. Приміром, якщо було потрібно підійти до лівого берега, лот спрямовували з правої сторони, а стерно повертали наліво, якщо до правого — то навпаки, для прямого напрямку стерно повертали в ту сторону, де перебував лот. Якорів було кілька: два станових, з двома лапами, вагою 1600—1920 кг (100—120 пудів) кожний, один підпускний меншого розміру та один завізний (так званий «рискови́й», оскільки завіз називався «риском») вагою 400—560 кг (25—35 пудів). Останній завозився на човні (який називався завозня) в ту сторону, куди належало відвести біляну.
Прямо зверху над покладеним вантажем встановлювалися два або три коловороти для якорів і лота, а також зводилися хатинки («казенки»), де проживала команда під час сплаву.
У XX столітті біляною називали сплавну барку довжиною до 100 м, вантажопідйомністю до 10 000 т, плоскодонну, безпалубну, з бортами, нахиленими всередину. Вони здійснювали лише один рейс по річці, після чого розбиралися.